# 유럽 통화 단위
유럽 통화 단위(European Currency Unit; ECU)는 유럽 공동체의 통화단위로서 1979년 3월 13일 도입돼 1999년 1월 1일 유로화로 대체되기 전까지 회원국의 공통화폐로 기능했다. 유럽환율제도는 각 회원국의 기존 통화와 통화 단위간의 차이를 줄이기 위해 노력했으며 당시에도 일부 무역 거래에서 거래 화폐로 쓰였다.
1999년 유로화가 도입되면서 공식적으로 유럽 연합의 화폐가 됐다. 영국과 덴마크가 도입을 거부하면서 완벽한 것은 아니었지만 기존 회원국이 아니던 핀란드와 오스트리아가 유로존으로 합류했다.
처음 통화 단위가 도입됐을 때는 ECU가 해당 역할을 하고 있었던 탓에 유로화가 공식 도입되지 못할 것을 우려하는 목소리가 높았지만 국제법상 문제가 없었으므로 통화 기호는 자연스레 유로화로 대체되는 한편 효력을 갖게 됐다. 일부 국가들은 자연스러운 통화 교환을 위해 무역 협약을 통해 유로화의 정착이 최대한 빨리 이뤄질수 있도록 했다.
머리글자인 ECU가 영어이긴 하지만 고대 프랑스의 화폐인 écu와 이름이 같기도 하다. 이는 특정 언어에만 편중되지 않는다는 느낌을 살리기 위한 판단이었을 것으로 풀이된다.

## 같이 보기
- 아시아 통화 단위